# Ichneumon citrifrons
Ichneumon citrifrons är en stekelart som beskrevs av Cresson 1867. Ichneumon citrifrons ingår i släktet Ichneumon och familjen brokparasitsteklar. Inga underarter finns listade i Catalogue of Life.